# Kauno audiniai

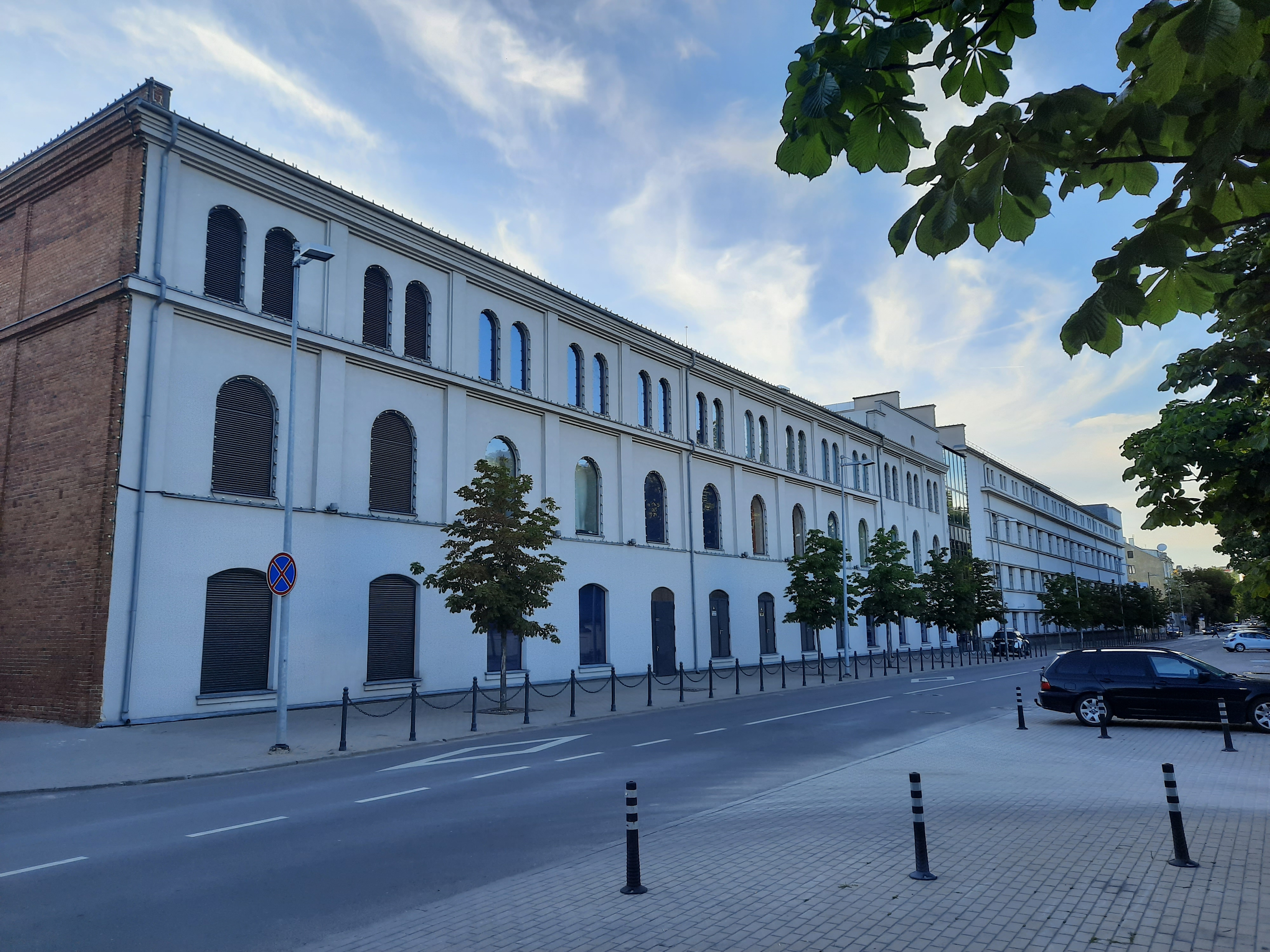
Kauno audiniai (2020)

Die Aktiengesellschaft Kauno audiniai (dt. „Kaunas Gewebe“) war ein Gewebehersteller in Litauen mit Sitz in Kaunas. Das Textilunternehmen war an der ehemaligen Börse in Vilnius (NVPB) notiert.

## Geschichte
1930 gründete der lettische Unternehmer Hirsch das Unternehmen AB "Kauno audiniai" nach der Rekonstruktion der metallverarbeitenden Fabrik von Richard Tillmanns. 1939 produzierte man 0,9 Millionen Meter Gewebe. In der Okkupationszeit im Dritten Reich gehörte das Unternehmen der Ostland–Faser-Gesellschaft (Tochtergesellschaft der Ost-Faser-Gesellschaft). 1945 wurde die Fabrik neu gegründet. Von 1951 bis 1956 gab es eine Filiale in Vilijampolė. 1951 entstand aus der Filiale eine Seiden-Fabrik (P. Ziberto šilko kombinatas) mit 3100 Mitarbeitern (1982). 1977 produzierte „Kauno audiniai“  7,1 Millionen Meter (davon 6 Millionen Meter Kleid-) Gewebe im Wert von 22,9 Millionen Rubel.
Die Russland-Krise stoppte die Eröffnung der neuen Büros in St. Petersburg, Kiew und Kaliningrad. Das Unternehmen verlor den mittelständischen Kunden in Russland, was zur Reduktion von 10 % des Gesamtumsatzes und 1998 zum Verlust von fast 2 Millionen Litas führte. Die Abrechnung in Russland wurde kompliziert und der Export gestoppt. Aufgrund der hohen Gewebeüberproduktion in Europa begann man, den Handel mit dem Osten zu intensivieren. Zusammen mit den größeren finnischen und italienischen Textilunternehmen exportierte man die Gewebe im Wert von 0,5 Millionen Litas pro Monat in die Ukraine und nach Russland. Als die Brasilienkrise den amerikanischen Textilmarkt betraf, sanken die Verkäufe auf dem amerikanischen Markt 1999 um fast ein Drittel (1998 betrugen die Ausfuhren in die USA 1,6 Millionen Litas).
Danach konzentrierte sich „Kauno audiniai“ auf den europäischen Markt. Nach Europa exportierte man 80 % der Gewebe:  Westeuropa 80 %, Baltikum 3 %, Litauen 5 %, Russland und Ukraine 5 %, Amerika 7 %. Das Unternehmen kooperierte weiter mit 40 europäischen Handelsfirmen. Die einzige Möglichkeit, das Vertriebsnetz zu erweitern, war die Einrichtung von Handelsvertretungen. Man plante fünf Handelsagenturen in Italien, Frankreich und Skandinavien zu eröffnen. Teurere Gewebe sollten hergestellt und die Produktion unter der eigenen Marke verkauft werden. 1998 wurden 20 % der Mitarbeiter entlassen. 1999 beschäftigte man 450 Mitarbeiter.
2003 gab es nur noch 100 Mitarbeiter. 2003 wurde AB „Kauno audiniai“ insolvent. Am 13. Mai 2005 wurde das Unternehmen aufgelöst. Anstelle der Fabrik entstand das Handelszentrum „UAB Akropolis“ Kaunas.
2003 gab es 2200 Aktionäre. Das Unternehmen UAB "Straujos distribucija" hatte 18,22 % Aktien, die es für 50.000 Lt von "Baltic Investment Fund Management Ltd." kaufte. Das Grundkapital von "Kauno audiniai" betrug 24,2 Mio. Litas (2003).
Umsatz (Verlust)
- 1995: 21,1 Mio. Lt
- 1996: 29,3 Mio. Lt
- 1997: 28,6 Mio. Lt
- 1998: 36,4 Mio. Lt (1,7 Mio. Lt)[5]
- 1999: 35 Mio. Lt
- 2000: 26,8 Mio. Lt
- 2001: 15,6 Mio. Lt (Bilanzverlust von 6,16 Mio. Lt)

## Leitung
- Dana Vitkienė[6]
- Egidijus Pažarauskas